# Freelog
Freelog est un magazine bimestriel français consacré aux logiciels libres, freeware et open source. Il est édité par le groupe DP Presse.

## Description
Il est vendu avec un DVD-ROM regroupant des logiciels complets. Dans chaque numéro, un dossier et des fiches pratiques  illustrent l'utilisation qui peut être faite de certains de ces logiciels.